# Оптизон-1
Оптизон-1 — установка с тремя параболическими зеркалами, покрытыми золотом, и тремя галогенными лампами. Использовалась для экспериментов по зонной плавке полупроводниковых материалов в условиях невесомости. В частности, могла плавить стержни кремния диаметром до 20 мм.